# 하시모토 가쿠

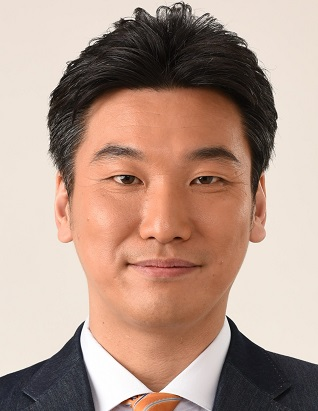
하시모토 가쿠

하시모토 가쿠(일본어: 橋本岳, 1974년 2월 5일 ~ )는 일본의 정치인이다. 일본 자유민주당 소속이다. 일본국회의 중의원 의원을 지내고 있다. 오카야마현 중서부 소자시 출생이다. 그는 게이오기주쿠 대학 학부와 대학원을 졸업하였다. 2005년에 처음으로 중의원에 선출되었다.
일본 총리를 지낸 하시모토 류타로의 둘째 아들이다.

## 의원 활동
정치 모토는
- 정치는 약한 입장의 사람들을 위해서 있다
- 우리 미래를 우리의 세대에

두 가지이다.

## 기타
특기는 검도이다. 단수는 검도 3단이다.